# Apogonia schereri
Apogonia schereri är en skalbaggsart som beskrevs av Frey 1962. Apogonia schereri ingår i släktet Apogonia och familjen Melolonthidae. Inga underarter finns listade i Catalogue of Life.